# Neohipparchus glaucochrista
Neohipparchus glaucochrista är en fjärilsart som beskrevs av Louis Beethoven Prout 1916. Neohipparchus glaucochrista ingår i släktet Neohipparchus och familjen mätare. Inga underarter finns listade i Catalogue of Life.